# Weißer Gabelschwanz
Der Weiße Gabelschwanz oder Hermelinspinner (Cerura erminea) ist ein Schmetterling (Nachtfalter) aus der Familie der Zahnspinner (Notodontidae).

## Merkmale
Die Falter erreichen eine Flügelspannweite von 50 bis 70 Millimetern. Sie haben eine deutlich hellere Grundfärbung als Cerura vinula, die fast komplett weiß ist. Daneben sind die Vorderflügel mit schwarzen Linien und Punkten versehen. Der Körper ist mit sehr breiten schwarzen Querbinden auf der Oberseite gezeichnet, die deutlich breiter, als der dazwischen liegende weiße Rückenstreifen sind. Nur der hintere Teil des Abdomens und die Unterseite ist größtenteils weiß.
Die Raupen werden ca. 70 Millimeter lang. Sie sind wie auch die Falter denen des Großen Gabelschwanzes sehr ähnlich. Sie haben einen dunklen, rotbraunen Rückenfleck, der am Rand weiß ist und in der Mitte des Körpers bis an die Bauchbeine herabreicht. Dort ist nach hinten hin ein breiterer weißer Rand zu finden. Sie tragen auch einen dunklen Gabelschwanz und haben kräftige Beißwerkzeuge. Die Brustbeinpaare sind dunkelbraun. Die Raupen sind ebenfalls in ihrer Jugend sehr dunkel und verfärben sich vor der Verpuppung rotbraun.

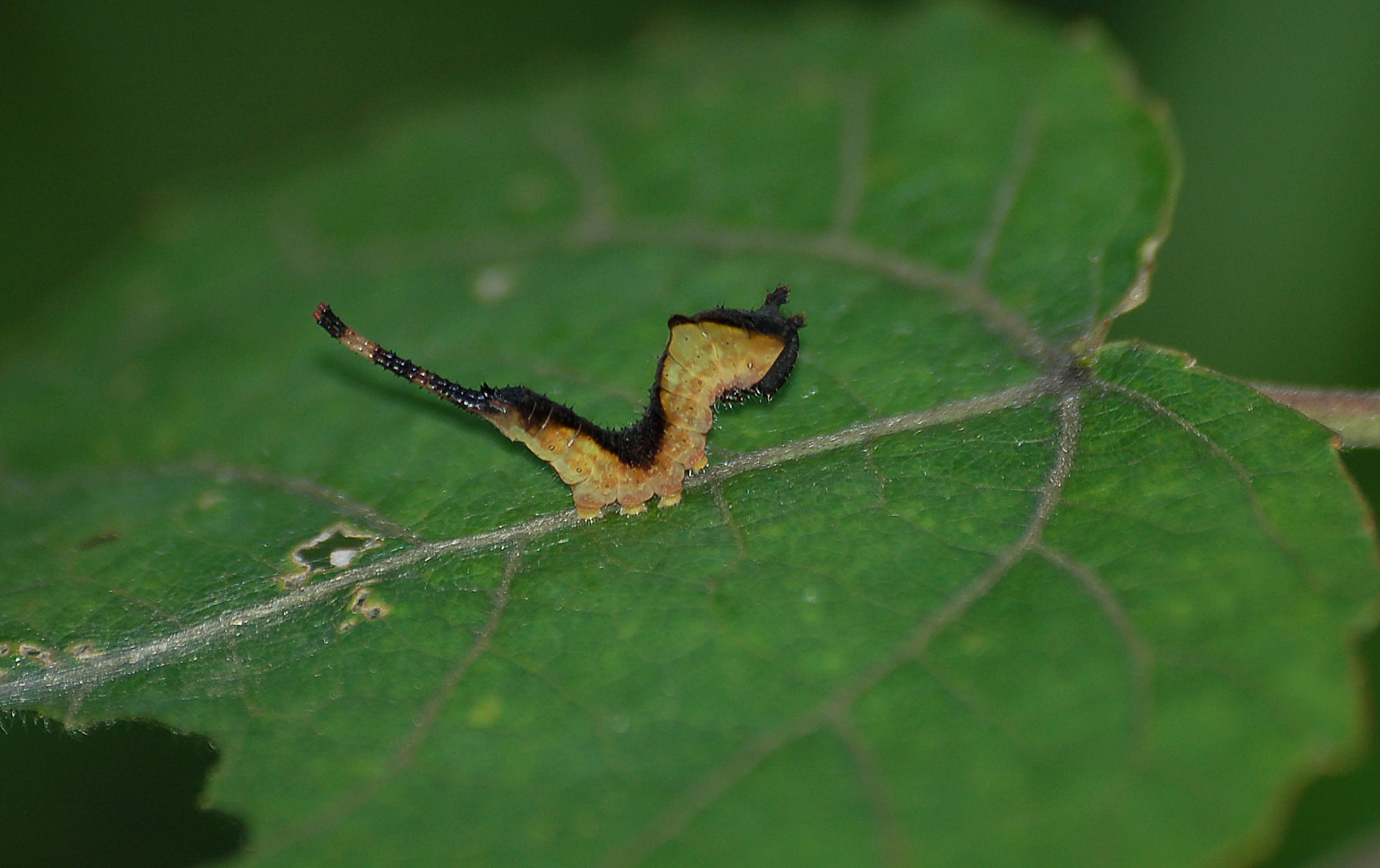
Raupe

### Ähnliche Arten
- Großer Gabelschwanz (Cerura vinula)

## Vorkommen
Sie kommen in Süd- und Mitteleuropa östlich bis nach Japan vor, fehlen aber im Nordwesten Europas, in Skandinavien, Großbritannien und Teilen des Mittelmeergebietes. Sie leben in feuchten Gegenden mit Beständen ihrer Futterpflanzen, besonders in Auwäldern. Sie sind seltener als der Große Gabelschwanz, kommen aber zum Beispiel in Ostdeutschland um Brandenburg häufig vor.

### Nahrung der Raupen
Die Raupen ernähren sich vor allem von den Blättern von Zitterpappeln (Populus tremula) und anderen Pappelarten, seltener auch von Salweiden (Salix caprea), Korb-Weide (Salix viminalis) und anderen schmalblättrigen Weidenarten.

## Lebensweise
Die nachtaktiven Falter fliegen jährlich in einer Generation von Mai bis Juli, in warmen Gegenden aber auch in einer zweiten. Die Raupen haben genau wie die des Großen Gabelschwanzes ein bemerkenswertes Abwehrverhalten. Sie ziehen den Kopf in das erste Brustsegment ein und strecken dem Feind den roten Bereich darum herum und die Scheinaugen entgegen. Durch das Einziehen wird die Raupe auch wesentlich dicker. Zusätzlich können sie aus dem Doppelschwanz am Ende des Hinterleibs je einen langen, roten Schlauch ausstülpen, die zitternde Bewegungen vollführen können. Wenn die Raupe weiter gereizt wird, kann sie aus einem Spalt an der Unterseite des Kopfes Ameisensäure entgegenspritzen, die in einer Drüse produziert wird. Sie können ca. 30 Zentimeter weit spritzen.

## Entwicklung
Die Weibchen legen ihre stark abgeflachten, linsenförmigen, orangen Eier hoch oben auf Baumkronen der Futterpflanzen ab. Die Raupen verpuppen sich im August in einem aus Holzspänen und Spinnfäden hergestellten dickwandigen Kokon auf der Rinde von Stämmen meist nahe dem Boden. Sie sind so perfekt getarnt, dass sie praktisch nicht zu sehen sind. Die Puppen überwintern, bevor sie im Frühjahr schlüpfen.